# Dimitri Bussard
Dimitri Bussard, né le 10 juillet 1996,, est un coureur cycliste suisse. 

## Biographie
En 2013, Dimitri Bussard termine troisième de la course en ligne, du contre-la-montre et de la course de côte aux championnats de Suisse juniors (moins de 19 ans). Deux ans plus tard, il termine deuxième et meilleur jeune du Tour de Nouvelle-Calédonie. Il réalise ensuite de bonnes performances sur le continent africain en terminant deuxième d'une étape du Grand Prix Chantal Biya puis huitième du Tour du Rwanda .
En 2017, il rejoint l'équipe suisse Humard Vélo-Passion Renfer SA. Pour sa troisième saison espoirs, il s'impose sur le Prix du Saugeais et termine notamment douzième du Tour de Hainan, qu'il dispute avec la sélection suisse. Les deux années suivantes, il court en France avec le club Bourg-en-Bresse Ain Cyclisme. Il s'impose à trois reprises en 2018 et termine dixième du Grand Prix Priessnitz spa, manche de la Coupe des Nations U23.

## Palmarès et résultats

### Palmarès par année
- 2013
  - 2e de Martigny-Mauvoisin juniors
  - 3e du championnat de Suisse du contre-la-montre juniors
  - 3e du championnat de Suisse sur route juniors
  - 3e du championnat de Suisse de la montagne juniors
- 2014
  - Martigny-Mauvoisin juniors
- 2015
  - 1re étape du Tour de Nouvelle-Calédonie (contre-la-montre par équipes)
  - 2e du Tour de Nouvelle-Calédonie
- 2017
  - Prix du Saugeais
- 2018
  - Transversale des As de l'Ain
  - Circuit des Monts du Livradois
  - Prix de Manziat
  - 2e du Tour du Pays de Gex-Valserine
  - 3e de Martigny-Mauvoisin
- 2019
  - 3e de La Durtorccha
  - 3e du championnat de Suisse sur route élites nationaux
- 2022
  - Martigny-Mauvoisin
  - 2e du championnat de Suisse de la montagne
- 2023
  -  Champion de Suisse de la montagne
  - Giron du Nord Vaudois
  - Martigny-Mauvoisin
  - 2e de l'Étape du Tour

### Classements mondiaux
| Année           | 2016 |
| --------------- | ---- |
| UCI Africa Tour | 198e |